# Tenxơ ứng suất Cauchy
Trong cơ học môi trường liên tục, tenxơ ứng suất Cauchy {\displaystyle {\boldsymbol {\sigma }}\,\!}, tenxơ ứng suất thực, hay gọi đơn giản là tenxơ ứng suất, đặt tên theo nhà toán học Augustin-Louis Cauchy, là tenxơ hạng hai loại (1,1) (tức là ánh xạ tuyến tính), với chín thành phần {\displaystyle \sigma _{ij}\,\!} cho phép định nghĩa đầy đủ trạng thái ứng suất tại một điểm bên trong vật liệu khi bị biến dạng hay ngoại lực tác dụng. Ten xơ này liên hệ một vectơ đơn vị n với vec-tơ ứng suất T(n) đi qua một mặt tưởng tượng vuông góc với n:
{\displaystyle \mathbf {T} ^{(\mathbf {n} )}=\mathbf {n} \cdot {\boldsymbol {\sigma }}\quad {\text{or}}\quad T_{j}^{(n)}=\sigma _{ij}n_{i}.\,\!}
ở đây,
{\displaystyle {\boldsymbol {\sigma }}=\left[{\begin{matrix}\sigma _{11}&\sigma _{12}&\sigma _{13}\\\sigma _{21}&\sigma _{22}&\sigma _{23}\\\sigma _{31}&\sigma _{32}&\sigma _{33}\\\end{matrix}}\right]\equiv \left[{\begin{matrix}\sigma _{xx}&\sigma _{xy}&\sigma _{xz}\\\sigma _{yx}&\sigma _{yy}&\sigma _{yz}\\\sigma _{zx}&\sigma _{zy}&\sigma _{zz}\\\end{matrix}}\right]\equiv \left[{\begin{matrix}\sigma _{x}&\tau _{xy}&\tau _{xz}\\\tau _{yx}&\sigma _{y}&\tau _{yz}\\\tau _{zx}&\tau _{zy}&\sigma _{z}\\\end{matrix}}\right]\,\!}
Ten-xơ Cauchy tuân theo phép biến đổi ten-xơ dưới sự thay đổi hệ tọa độ. Một minh họa cho phép biến đổi này đó là vòng tròn Mohr cho ứng suất.
Ten-xơ ứng suất Cauchy được sử dụng để phân tích ứng suất của vật liệu khi chúng chịu biến dạng nhỏ: Nó là khái niệm trung tâm trong lý thuyết đàn hồi tuyến tính. Đối với những biến dạng lớn, còn gọi là biến dạng hữu hạng, cần phải dùng những ten xơ khác, như ten-xơ ứng suất Piola–Kirchhoff, ten-xơ ứng suất Biot, và ten-xơ ứng suất Kirchhoff.
Theo định luật bảo toàn động lượng, nếu một vật rắn trong trạng thái cân bằng tĩnh thì có thể chứng minh rằng các thành phần của ten-xo ứng suất Cauchy tại mỗi điểm trong vật liệu thỏa mãn phương trình cân bằng (phương trình chuyển động Cauchy khi không xuất hiện gia tốc). Trong cùng thời điểm, theo định luật bảo toàn mômen động lượng, điều kiện cân bằng đòi hỏi rằng tổng các mômen so với một điểm bất kỳ phải bằng không, và do vậy có thể kết luận rằng ten-xơ ứng suất là ten-xơ đối xứng, cho nên nó chỉ có sáu thành phần độc lập, thay vì cả chín thành phần.
Có những dạng bất biến đi kèm với ten-xơ ứng suất, có nghĩa là giá trị của chúng không phụ thuộc vào việc lựa chọn hệ tọa độ, hoặc vào nguyên tố diện tích mà ten-xơ tác động tại đó. Chúng là ba trị riêng của tenxơ ứng suất, hay gọi là ứng suất chính.